# Radrenseren
Radrenseren er en dansk dokumentarfilm fra 1955 instrueret af Ib Dam.

## Handling
Filmen handler om radrenseren: typer, arbejdsorganer og deres fremstilling, montering og brug under forskellige forhold og vilkår.